# Kaple svatého Václava (Jindřichovice)
Kaple svatého Václava v Jindřichovicích na Klatovsku je malá poutní kaplička. Nachází se v Jindřichovicích, části obce Kolinec, jednou strano těsně přiléhá ke zdi zámeckého parku.

## Historie

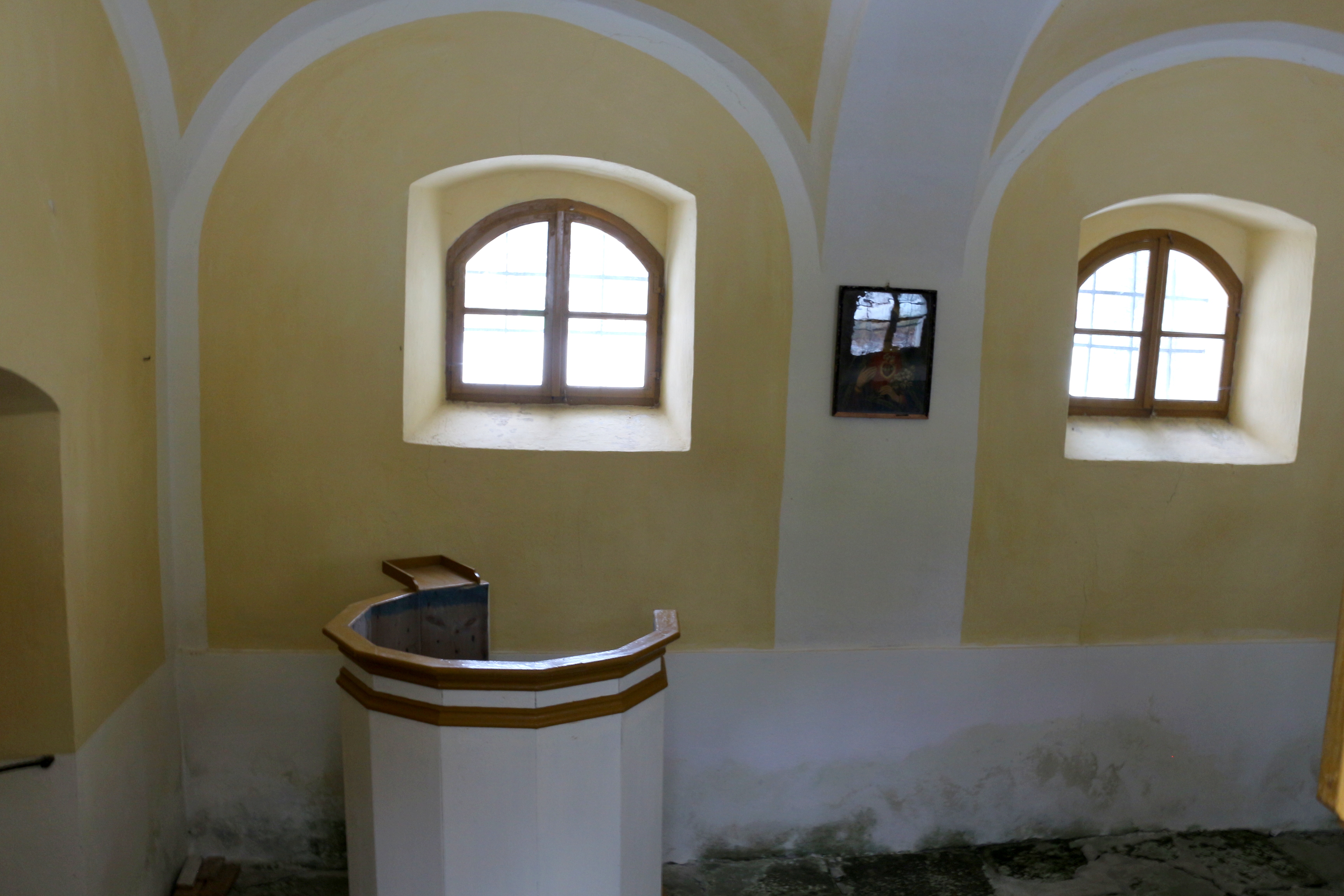
Interiér kaple

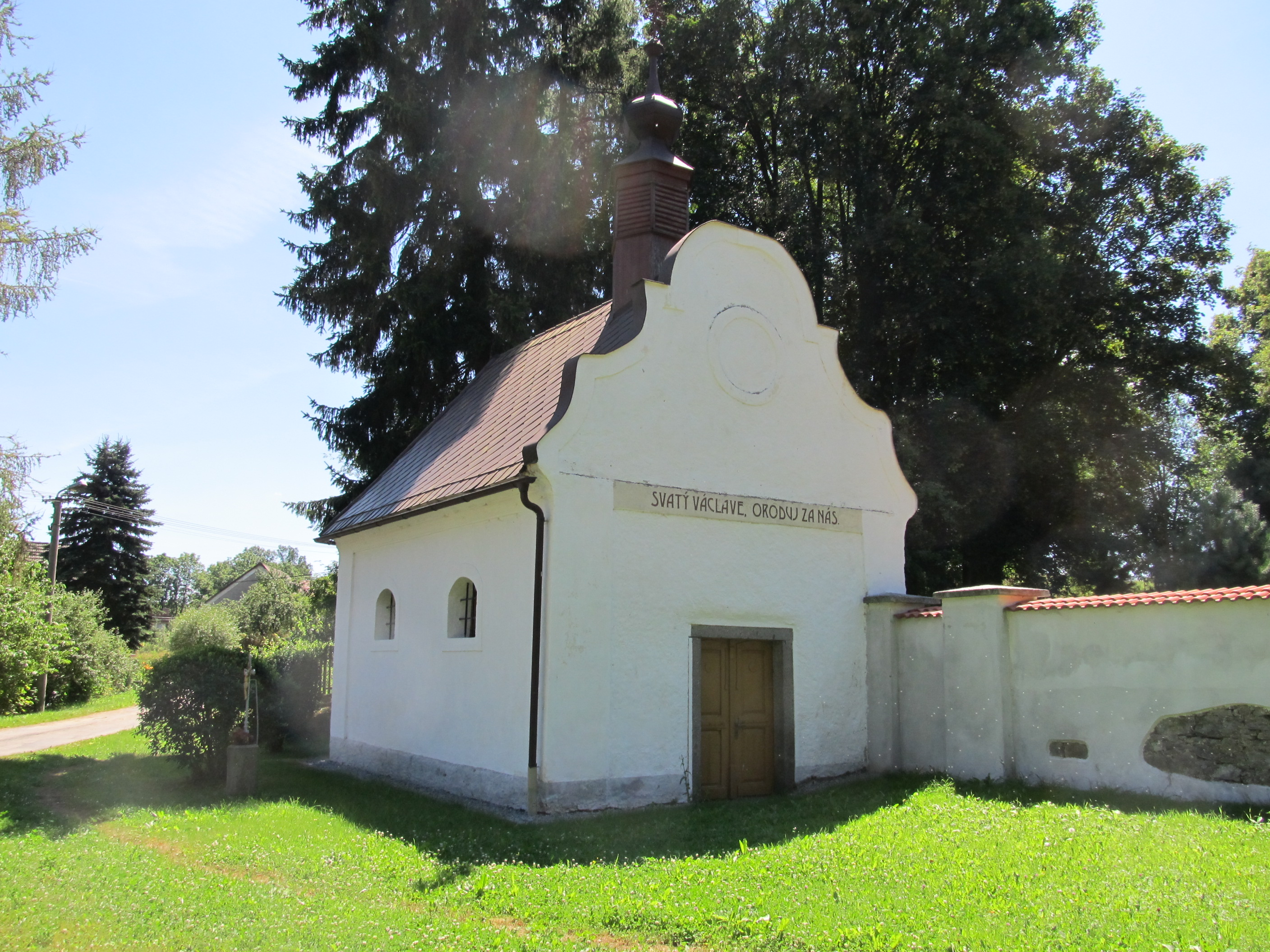
Kaple sv. Václava

Kaplička sv. Václava s malou zvoničkou byla vystavěna v první polovině 19. století. Stojí na východním okraji zámeckého parku snad kvůli zdejší studánce, která však již neexistuje. Patří mezi poutní místa v gesci českobudějovické diecéze.
Jedná se o prostou obdélníkovou stavbu s nevýraznou vstupní částí a sedlovou střechou.